# Río Daet
El río Daet es un curso de agua filipino de la isla de Luzón. Discurre por la provincia de Camarines Norte.

## Curso
El río discurre por la provincia filipina de Camarines Norte. Aparece descrito en el segundo volumen del Diccionario geográfico, estadístico, histórico de las Islas Filipinas (1851) de Manuel Buzeta Núñez y Felipe Bravo con las siguientes palabras:

DAET: rio en la isla de Luzon, prov. de Camarines-Norte; tiene su orígen en las elevadas tierras de Indan y Daet, su denominante, en los 126° 33' 30" long., 14° 1' lat.; sigue en direccion al N. E., y desemboca en el mar á los 126° 39' 30" long., 14° 6' lat., bañando antes por la parte de N. el pueblo de Daet, cap. ó cabecera de la prov. Este r. es de bastante caudal y curso; y con sus aguas se fertilizan algunos territorios, aprovechándose al propio tiempo de ellas para los usos domésticos. Entre sus arenas arrastra algunas partículas de oro, que utilizan los naturales de sus inmediaciones por medio del lavado de sus arenas.
(Buzeta y Bravo, 1851, p. 4)